# Kuwait-cartucho.es
Kuwait-cartucho.es (código UCI: KCP) foi um equipa de ciclismo profissional kuwaití de categoria Continental que foi criado em 2017.

## Equipa filial
Depois da entrada de Cartucho.es em 2017 como patrocinador a equipa, EC Cartucho.es se converteu em seu filial.

## Classificações UCI
A partir de 2005 a UCI instaurou os Circuitos Continentais da UCI, onde a equipa está desde que se criou em 2015, registado dentro do UCI Asia Tour.

### UCI Asia Tour
| Temporada | Classificação por equipas | Melhor corredor | Posição |
| 2017      | 15.º                      | Davide Rebellin | 54.º    |

### UCI Europe Tour
| Temporada | Classificação por equipas | Melhor corredor | Posição |
| 2017      | 117.º                     | Davide Rebellin | 1014.º  |

### UCI Africa Tour
| Temporada | Classificação por equipas | Melhor corredor     | Posição |
| 2017      | 10.º                      | Salaheddine Mraouni | 9.º     |

## Palmarés
Para anos anteriores veja-se:Palmarés da Kuwait-cartucho.es

### Palmarés de 2017

#### Circuitos Continentais da UCI
| Datas           | Circuito                | Corridas                                          | Ganhador            |
| 20 de fevereiro | UCI Asia Tour de 2017   | Predefinição:FILb 3.ª etapa do Tour das Filipinas | Fernando Grijalba   |
| 14 de março     | UCI Africa Tour de 2017 | 4.ª etapa do Tour dos Camarões                    | Salaheddine Mraouni |
| 19 de março     | UCI Africa Tour de 2017 | 8.ª etapa do Tour dos Camarões                    | Salaheddine Mraouni |
| 12 de abril     | UCI Africa Tour de 2017 | 6.ª etapa da Volta a Marrocos                     | Salaheddine Mraouni |
| 27 de setembro  | UCI Asia Tour de 2017   | 1.ª etapa do Tour de Ijen                         | Davide Rebellin     |
| 30 de setembro  | UCI Asia Tour de 2017   | Tour de Ijen                                      | Davide Rebellin     |
| 12 de outubro   | UCI Asia Tour de 2017   | 5.ª etapa do Tour do Irão                         | Davide Rebellin     |
| 5 de novembro   | UCI Africa Tour de 2018 | Tour de Faso                                      | Salaheddine Mraouni |

#### Campeonatos nacionais
| Datas | Corridas | Ganhador |

## Elencos
Para anos anteriores veja-se:Elencos da Kuwait-cartucho.es

### Elenco de 2017
| Nome                        | Nascimento | Nacionalidade | Equipa de 2016                    |
| Abdulhadi Alajmi            | 02/05/1995 | Kuwait        | Massi-Kuwait Cycling Project      |
| Mohammad Alhattab           | 10/02/1992 | Kuwait        | Neoprofissional                   |
| Khaled Alkhalaifah          | 23/04/1995 | Kuwait        | Massi-Kuwait Cycling Project      |
| Salman Alsaffar             | 26/01/1989 | Kuwait        | Massi-Kuwait Cycling Project      |
| Awet Gebremedhin Andemeskel | 05/02/1992 | Suécia        | Neoprofissional                   |
| Matt Boys                   | 13/11/1989 | Austrália     | Team Giant RBS                    |
| Axel Costa                  | 10/10/1994 | Espanha       | Massi-Kuwait Cycling Project      |
| Fernando Grijalba           | 14/01/1991 | Espanha       | Inteja-MMR Dominican Cycling Team |
| José Manuel Gutiérrez       | 05/04/1988 | Espanha       | Neo (Rias Baixas)                 |
| Songezo Jim                 | 17/09/1990 | África do Sul | Dimension Data                    |
| Andreas Keuser              | 14/04/1974 | Alemanha      | Massi-Kuwait Cycling Project      |
| Ali Moslim                  | 01/11/1994 | Kuwait        | Massi-Kuwait Cycling Project      |
| Salaheddine Mraouni         | 28/12/1992 | Marrocos      | Neoprofissional                   |
| Davide Rebellin             | 09/08/1971 | Itália        | CCC Sprandi Polkowice             |
| Stefan Schumacher           | 21/07/1981 | Alemanha      | Christina Jewelry                 |
| Björn Thurau                | 23/07/1988 | Alemanha      | Wanty-Groupe Gobert               |
| Edwin Yair Torres           | 14/02/1997 | Venezuela     | Neo (EC Cartucho-Magro)           |

1. ↑  Até a 12 de fevereiro
2. ↑  Desde 12 de fevereiro

Stagiaires

Desde a 1 de agosto, os seguintes corredores passaram a fazer parte da equipa como stagiaires (aprendizes à prova).
| Corredor               | Nascimento | Nacionalidade | Equipa 2017 |
| ---------------------- | ---------- | ------------- | ----------- |
| Antonio Gómez Da Torre | 15/12/1995 | Espanha       |             |